# Gedimino prospektas
Gedimino prospektas (Litouws voor Gediminasboulevard) is de hoofdstraat van de Litouwse hoofdstad Vilnius. Op deze boulevard bevinden zich staatsinstellingen zoals enkele ministeries en het parlement (de Seimas). Ook  culturele en burgerlijke instellingen zijn gelegen aan deze boulevard, onder andere het Litouwse Nationale Dramatheater, de Bank van Litouwen en de Martynas Mažvydas Nationale Bibliotheek van Litouwen. Bovendien is het een populaire plaats om te winkelen of uit eten te gaan.
Deze straat, die genoemd is naar de Litouwse grootvorst Gediminas, loopt van het Kathedraalplein in het historisch gedeelte van de stad tot de brug over de Neris naar Žvėrynas.

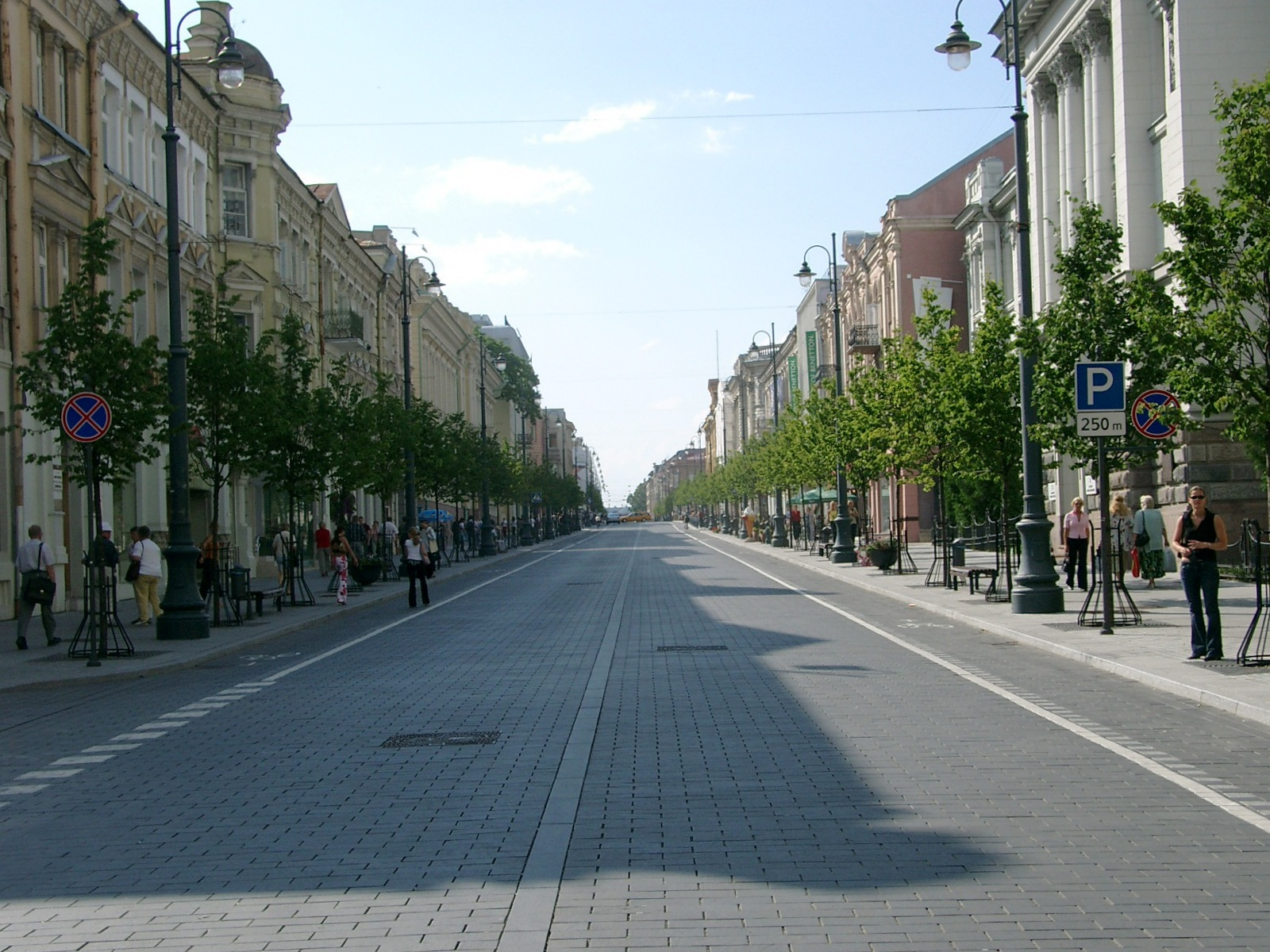
Gedimino Prospektas

## Geschiedenis
Toen de straat aangelegd werd in 1836 onder Russisch bewind, werd de straat Sint-Jorisboulevard genoemd (Russisch: Георгиевский проспект, Georgiëvski prospekt), door de lokale (veelal Poolstalige) bevolking "Jierek" genoemd. Toen de stad in 1922 officieel onder Pools bestuur kwam, werd de straat genoemd naar de Poolse dichter Adam Mickiewicz. Gedurende de nazibezetting heette de boulevard zelfs Adolf-Hitler-Straße. Na de Tweede Wereldoorlog werd de straat eerst naar Stalin vernoemd, en vervolgens naar Lenin (vanaf 1956). Haar huidige naam had de straat even van 1939 tot 1940, en vervolgens sinds 1989.